# Cayeux-en-Santerre
Cayeux-en-Santerre és un municipi francès situat al departament del Somme i a la regió dels Alts de França. L'any 2007 tenia 88 habitants.

## Demografia

### Població

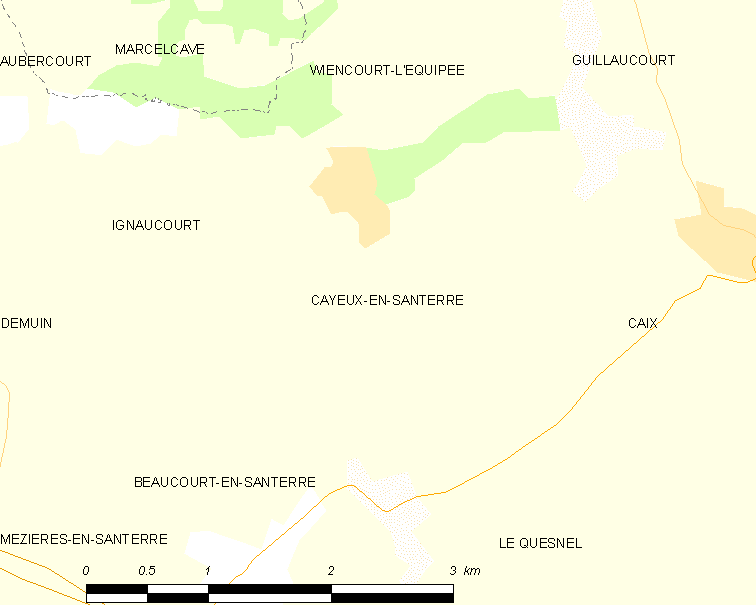

El 2007 la població de fet de Cayeux-en-Santerre era de 88 persones. Hi havia 30 famílies de les quals 6 eren unipersonals (3 homes vivint sols i 3 dones vivint soles), 9 parelles sense fills, 12 parelles amb fills i 3 famílies monoparentals amb fills.

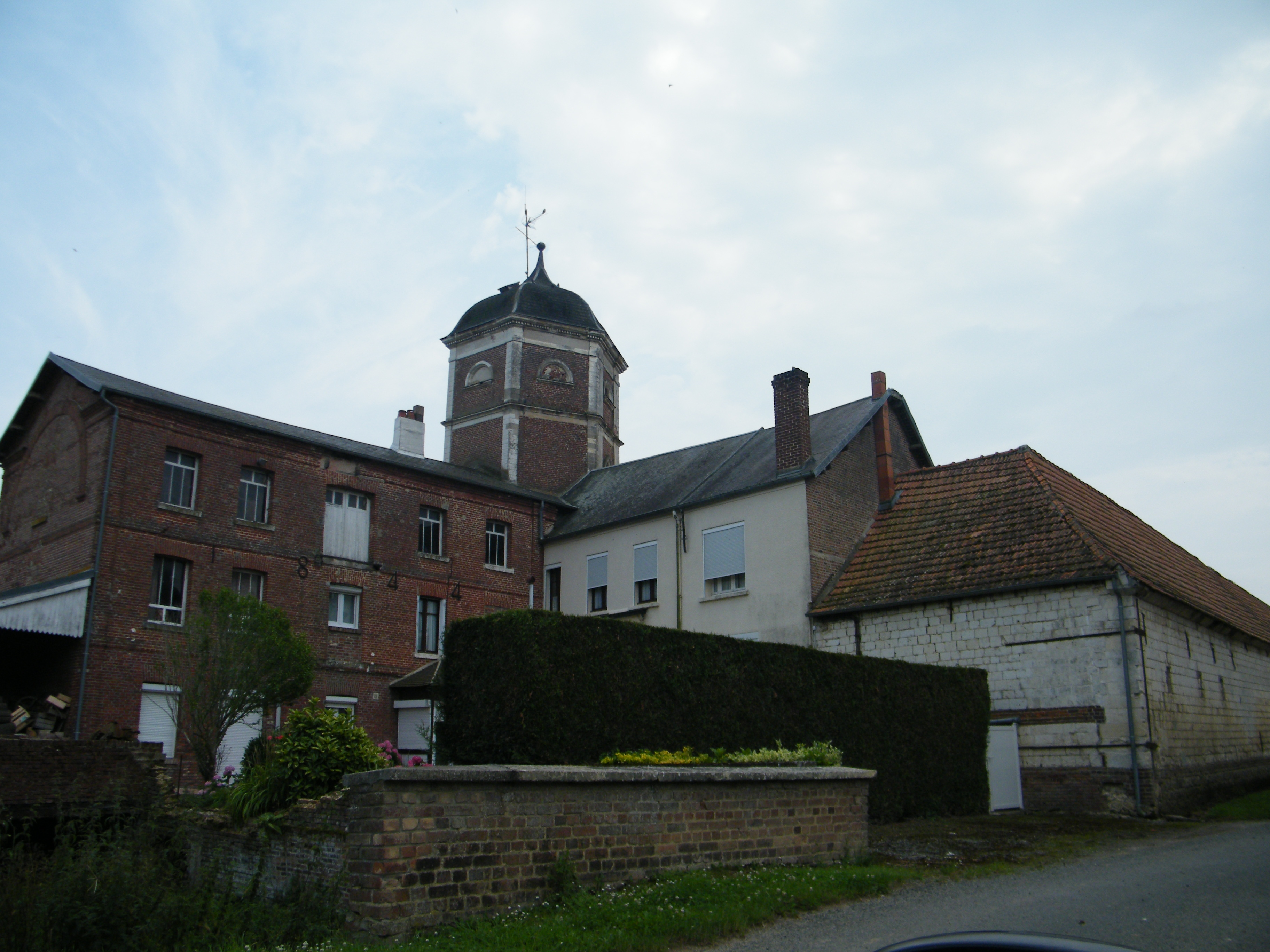

La població ha evolucionat segons el següent gràfic:
Habitants censats

### Habitatges

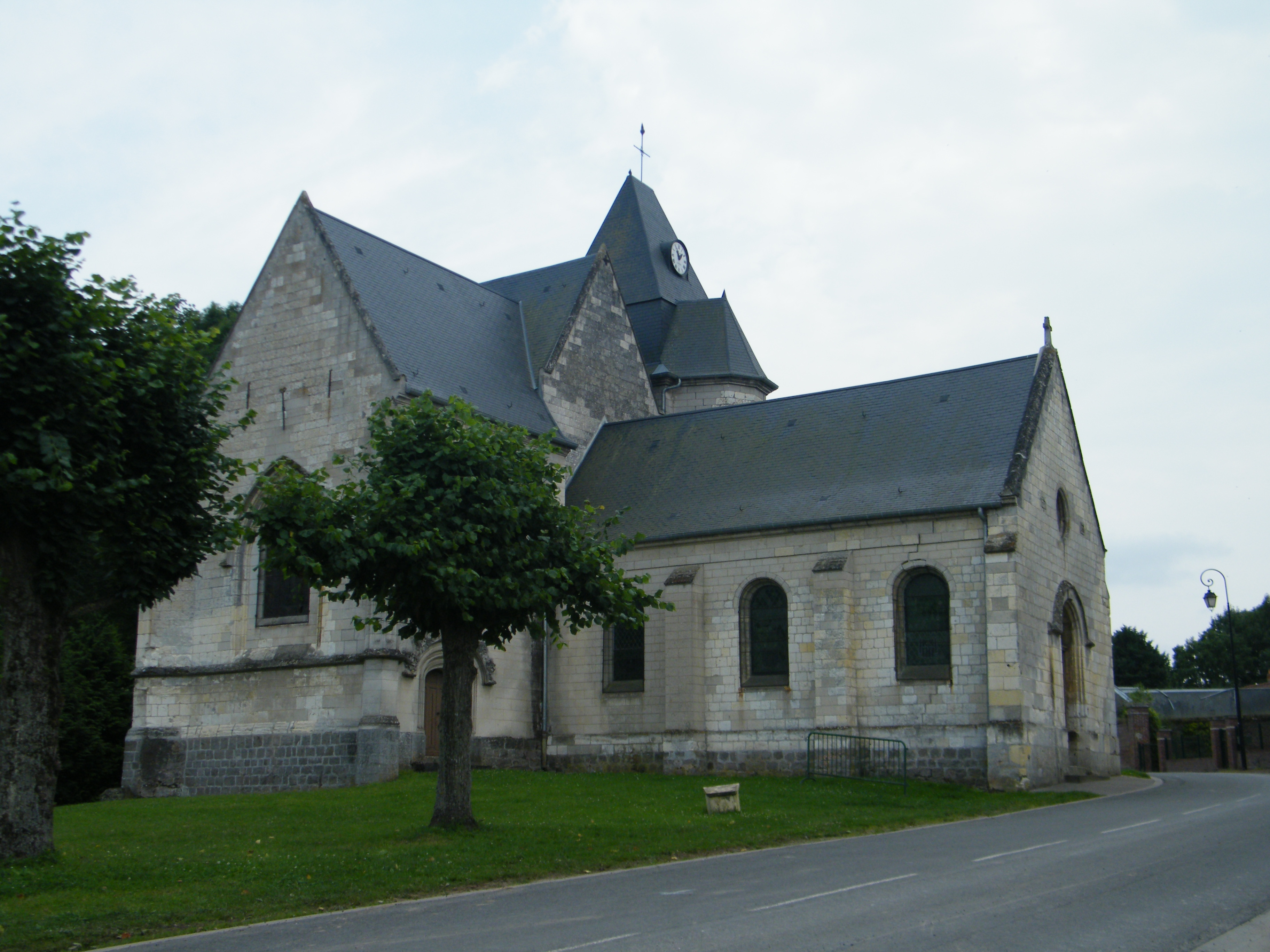

El 2007 hi havia 41 habitatges, 30 eren l'habitatge principal de la família, 10 eren segones residències i 1 estava desocupat. Tots els 41 habitatges eren cases. Dels 30 habitatges principals, 24 estaven ocupats pels seus propietaris, 5 estaven llogats i ocupats pels llogaters i 2 estaven cedits a títol gratuït; 1 tenia dues cambres, 1 en tenia tres, 3 en tenien quatre i 25 en tenien cinc o més. 19 habitatges disposaven pel capbaix d'una plaça de pàrquing. A 12 habitatges hi havia un automòbil i a 17 n'hi havia dos o més.

### Piràmide de població
La piràmide de població per edats i sexe el 2009 era:
| Homes | Edats   | Dones |
| ----- | ------- | ----- |
| 0     | 95 o +  | 0     |
| 0     | 90 a 94 | 0     |
| 0     | 85 a 89 | 0     |
| 0     | 80 a 84 | 8     |
| 4     | 75 a 79 | 0     |
| 0     | 70 a 74 | 0     |
| 8     | 65 a 69 | 4     |
| 0     | 60 a 64 | 0     |
| 0     | 55 a 59 | 0     |
| 0     | 50 a 54 | 4     |
| 4     | 45 a 49 | 0     |
| 0     | 40 a 44 | 0     |
| 0     | 35 a 39 | 0     |
| 0     | 30 a 34 | 4     |
| 4     | 25 a 29 | 4     |
| 0     | 20 a 24 | 0     |
| 0     | 15 a 19 | 0     |
| 0     | 10 a 14 | 0     |
| 0     | 5 a 9   | 0     |
| 4     | 0 a 4   | 0     |

## Economia
El 2007 la població en edat de treballar era de 56 persones, 44 eren actives i 12 eren inactives. De les 44 persones actives 39 estaven ocupades (20 homes i 19 dones) i 4 estaven aturades (2 homes i 2 dones). De les 12 persones inactives 4 estaven jubilades, 2 estaven estudiant i 6 estaven classificades com a «altres inactius».
Activitats econòmiques
Dels 3 establiments que hi havia el 2007, 1 era d'una empresa alimentària, 1 d'una empresa de transport i 1 d'una empresa de serveis.
L'any 2000 a Cayeux-en-Santerre hi havia 5 explotacions agrícoles que ocupaven un total de 1.145 hectàrees.

## Poblacions més properes
El següent diagrama mostra les poblacions més properes.